# 282
Криза Римської імперії у 3 столітті. Зміна імператора. У Китаї править династія Західна Цзінь, в Японії триває період Ямато, в Індії період занепаду Кушанської імперії, у Персії править династія Сассанідів.
На території лісостепової України Черняхівська культура. У Північному Причорномор'ї готи й сармати.

## Події
- Імператор Проб убитий легіонерами в Сірмії, де він намагався впровадити в життя проєкт осушення боліт Паннонії силами своїх вояків.
- Після вбивства римського імператора Проба, владу захопив Гай Марк Аврелій Кар.

## Померли
- Проб — римський імператор.
- Хуанфу Мі, письменник.